# Alois Dorfer
Alois Dorfer OCist (* 14. Oktober 1807 in Putzleinsdorf; † 5. Februar 1892 in Wilhering) war ein österreichischer römisch-katholischer Ordenspriester und von 1851 bis 1892 Abt des Stiftes Wilhering.

## Leben
Dorfer absolvierte das Gymnasium in Linz und trat am 27. September 1829 in das Noviziat von Stift Wilhering ein, wo er am 25. Dezember 1832 die Profess ablegte und am 3. August 1834 die Priesterweihe empfing. Aufgrund seiner schwachen Gesundheit konnte er nicht in die reguläre Seelsorge der Stiftspfarren eingesetzt werden, stattdessen wirkte er in der Kanzlei des Stiftes. Hier erwarb er sich ein großes administratives Talent.
Dorfer wurde am 4. Mai 1851 durch den Konvent von Stift Wilhering zum Abt gewählt. Die Abtsbenediktion empfing er am 15. Mai 1851. Er folgte Johann Schober nach, der von 1832 bis 1850 regierte. Dorfers größtes Verdienst ist die 1859 geschlossene strukturelle Vereinigung der in der österreichischen Monarchie angesiedelten Zisterzienserklöster zu einer Ordensprovinz. Darüber hinaus initiierte er die Union der einzelnen Provinzen mit den Abtpräses des Zisterzienserordens, der in Rom residierte. Als Anerkennung für seine geleisteten Dienste erhielt er zu seinem 50. Priesterjubiläum am 3. August 1884 das Komturkreuz des Franz-Joseph-Ordens mit Stern. Dorfer starb am 8. Februar 1892 in Wilhering und wurde in der Äbtegruft der Stiftskirche beigesetzt.

## Auszeichnungen
- Komturkreuz des Franz-Joseph-Ordens mit Stern (1884)[1]